# Műugrás az 1924. évi nyári olimpiai játékokon
Az 1924. évi nyári olimpiai játékokon a műugrás számokból négyet amerikai műugrók nyertek és a második, harmadik helyezettek java is tengerentúli volt.

## Éremtáblázat
(A táblázatokban a rendező ország csapata eltérő háttérszínnel, az egyes számoszlopok legmagasabb értéke, vagy értékei vastagítással kiemelve.)
| Az 1924. évi nyári olimpiai játékok éremtáblázata műugrásban | Az 1924. évi nyári olimpiai játékok éremtáblázata műugrásban | Az 1924. évi nyári olimpiai játékok éremtáblázata műugrásban | Az 1924. évi nyári olimpiai játékok éremtáblázata műugrásban | Az 1924. évi nyári olimpiai játékok éremtáblázata műugrásban | Olimpia  |
| ------------------------------------------------------------ | ------------------------------------------------------------ | ------------------------------------------------------------ | ------------------------------------------------------------ | ------------------------------------------------------------ | -------- |
|                                                              | Ország                                                       | Arany                                                        | Ezüst                                                        | Bronz                                                        | Összesen |
| 1.                                                           | Egyesült Államok (USA)                                       | 4                                                            | 4                                                            | 3                                                            | 11       |
| 2.                                                           | Ausztrália (AUS)                                             | 1                                                            | 0                                                            | 0                                                            | 1        |
|                                                              |                                                              |                                                              |                                                              |                                                              |          |
| 3.                                                           | Svédország (SWE)                                             | 0                                                            | 1                                                            | 1                                                            | 2        |
|                                                              |                                                              |                                                              |                                                              |                                                              |          |
| 4.                                                           | Nagy-Britannia (GBR)                                         | 0                                                            | 0                                                            | 1                                                            | 1        |
|                                                              |                                                              |                                                              |                                                              |                                                              |          |
| Összesen                                                     | Összesen                                                     | 5                                                            | 5                                                            | 5                                                            | 15       |

## Érmesek

### Férfi számok
| Az 1924. évi nyári olimpiai játékok érmesei férfi műugrásban |                                       |                                           |                                            |
| Versenyszám                                                  | Arany                                 | Ezüst                                     | Bronz                                      |
| Műugrás                                                      | Albert White · Egyesült Államok (USA) | Peter Desjardins · Egyesült Államok (USA) | Clarence Pinkston · Egyesült Államok (USA) |
| Toronyugrás egyenes                                          | Ricmond Eve · Ausztrália (AUS)        | John Jansson · Svédország (SWE)           | Harold Clarke · Nagy-Britannia (GBR)       |
| Toronyugrás vegyes                                           | Albert White · Egyesült Államok (USA) | David Fall · Egyesült Államok (USA)       | Clarence Pinkston · Egyesült Államok (USA) |

### Női számok
| Az 1924. évi nyári olimpiai játékok érmesei női műugrásban |                                           |                                           |                                            |
| Versenyszám                                                | Arany                                     | Ezüst                                     | Bronz                                      |
| Műugrás                                                    | Elizabeth Becker · Egyesült Államok (USA) | Aileen Riggin · Egyesült Államok (USA)    | Caroline Fletcher · Egyesült Államok (USA) |
| Toronyugrás                                                | Caroline Smith · Egyesült Államok (USA)   | Elizabeth Becker · Egyesült Államok (USA) | Hjördis Töpel · Svédország (SWE)           |